# Patrick Rothe
Patrick Rothe (* 24. September 1981) ist ein ehemaliger deutscher Handballspieler. Seine Körperlänge beträgt 1,98 m.

## Karriere
Rothe spielte in der Jugend des TV Bittenfeld und schaffte später den Sprung in die 1. Mannschaft. Mit dem TVB gelang ihm 2006 der Aufstieg in die 2. Handball-Bundesliga Süd. In der 2. Bundesliga spielte Rothe für den TVB und später für die SG BBM Bietigheim. In vier Spielzeiten bestritt Rothe für Bittenfeld und Bietigheim von 2006 bis 2010 insgesamt 123 Zweitligaspiele und erzielte dabei 354 Treffer.
Nach einer zweijährigen Auszeit stand Rothe ab Sommer 2012 beim Bezirksligisten TV Oeffingen unter Vertrag. Später wechselte er zum TSV Schmiden und stieg mit diesem 2015 in die Oberliga auf.
Rothe bekleidete die Position eines rechten Rückraumspielers, wurde aber auch als rechter Außenspieler eingesetzt.
Bei der HSG Schmiden-Oeffingen war Rothe Trainer verschiedener Jugendmannschaften. Seit Sommer 2016 ist Rothe Co-Trainer beim VfL Waiblingen Handball.
2006 wurde Rothe für besondere Verdienste um den Sport mit der Sportverdienstplakette der Stadt Waiblingen ausgezeichnet.
Rothe ist gelernter Kaufmann im Groß- und Außenhandel. Er wohnt in Oeffingen.